# World Wild
World Wild er det fjerde studiealbum fra den dansk-svenske bubblegum dance-musiker Jonny Jakobsen. Albummet blev udgivet under hans pseudonym Carlito i 2007.
Musikken og teksterne fortsatte fra det forrige album med et etnisk stereotypt tema, men denne gang er hver sang dedikeret til en bestemt nation og indeholder elementer, der er typiske for de respektive kulturer som skisport i Schweitz og faraoer i Egypten. Sangen bliver sunget fra Carlitos perspektiv idet han indleder en rejse rundt i verden.
Albummet blev udgivet som en efterfølger til Fiesta, og det Carlito er således den eneste af Jonny Jakobsens fiktive karakterer, der har lagt navn til mere end ét studiealbum. Ifølge den officielle hjemmeside for Carlito er årsagen til at udgive endnu et album i dette navn, at det foregående havde stor succes i Japan.

## Spor
1. "Russkij Pusskij" – 3:05
2. "Sukiyaki Teriyaki" – 3:05
3. "Be My Pharaoh" – 2:58
4. "Americo" – 3:28
5. "Africa" – 3:26
6. "All Around The World" – 3:36
7. "Bolero" – 3:12
8. "Jamaica" – 3:35
9. "Crazy Carlito" – 2:56
10. "Final Call" – 2:54
11. "Holiday" – 3:33
12. "Backpack Girl" – 3:27
13. "Samba De Janeiro" – 3:12
14. "Home Sweet Home" – 2:40